# Marcel Homs
Marcel Homs né à Céret (Pyrénées-Orientales) le 16 mars 1910 et mort à Perpignan (Pyrénées-Orientales) le 10 janvier 1995 est un sculpteur français.
Il est lauréat du prix de Rome en sculpture en 1939.

## Biographie
Marcel Homs entre à l’École nationale supérieure des beaux-arts de Paris, où il est l’élève de Jean Boucher.
En 1939, il obtient le deuxième second grand prix de Rome.
Avec son épouse, Olga, artiste peintre, il ouvre à Perpignan une Académie d’enseignement des arts où se formèrent de nombreux jeunes artistes catalans.
En 1959, André Malraux, ministre des Affaires culturelles, lui confie la mission de créer, à Abidjan, l’École nationale supérieure des beaux-arts. Son fils Serge y enseignera dessin et l’anatomie pendant cinq années.

## Œuvres
- Baigneuse se coiffant, statue en pierre, Cagnes-sur-Mer, square Balloux au Cros de Cagnes[4].
- Monument aux morts de Marquixanes,1951, la sculpture centrale représente un soldat mourant, un ange penché au-dessus de lui tient dans ses mains le clocher du village natal[5].
- Monument à François Arago, Estagel. À la suite de la destruction du monument en bronze, édifié par Alexandre Oliva, pendant l’occupation allemande en 1942, Marcel Homs fut chargé de réaliser, en 1955, une nouvelle statue inaugurée le 31 août 1957[6].
- Jeune chasseur portant une antilope sur les épaules, groupe en bronze, 74 cm, édité par la fonderie Susse[7].
- Le lanceur de disque, groupe en bronze, 64 cm, édité par la fonderie Susse.